# Achmed Jakubowitsch Kotijew
Achmed Jakubowitsch Kotijew (russisch Ахмед Якубович Котиев; * 15. Januar 1968 in Ordschonikidse) ist ein ehemaliger russischer Profiboxer und Weltmeister der WBO im Weltergewicht.

## Boxkarriere
Achmed Kotjew wurde am 15. Januar 1968 in Wladikawkas in der Nordossetischen Autonomen SSR geboren. Im Alter von zwölf Jahren begann er in der Sportabteilung des Dorfes Kartsa, wo er sieben Kilometer vom Dorf Dachnoye entfernt lief, aktiv mit dem Boxen zu beginnen und wurde vom angesehenen Trainer Ruslan Chapanov trainiert.                         
Seinen ersten ernsthaften Erfolg im Ring erzielte er 1985, als er bei einem internationalen Turnier für Erwachsene in Tiflis eine Silbermedaille gewann und damit den Standard eines Sportmeisters der UdSSR erfüllte. In der Zeit von 1986 bis 1988 diente er in der sowjetischen Armee, ohne mit dem Training aufzuhören, war Meister und Preisträger der Meisterschaften der Streitkräfte der UdSSR. 1990 wurde er Meister der RSFSR, gewann den Sowjetunion-Pokal im Boxen und gewann ein großes internationales Turnier in Nordkorea.   Er begann seine Profikarriere 1991 in Moskau mit zwei Punktsiegen. In seinem dritten Duell verlor er beim Kampf um die Russische Meisterschaft im Halbweltergewicht nach Punkten gegen Wiktor Baranow. Im Juli 1994 besiegte er in Berlin den zweifachen EM-Herausforderer Mark McCreath. Gegen Mark Ramsey gewann er im Mai 1995 die interime WBC-International-Championship im Weltergewicht. Im Januar 1998 folgte der Interkontinentale Meistertitel der WBO durch K.-o.-Sieg gegen den belgischen Rechtsausleger Douglas Bellini.
Mit einem einstimmigen Punktesieg gegen den ungeschlagenen US-Amerikaner Leonard Townsend (29-0) im Februar 1998 in Stuttgart, wurde er zum Weltmeister der WBO im Weltergewicht. Er verteidigte den Titel erstmals im Mai 1998 einstimmig gegen den Argentinier Paulo Sánchez (22-3) und im November ebenfalls einstimmig gegen Santos Cardona (37-7) aus Puerto Rico, der bereits viermal um einen WM-Titel geboxt hatte. Im April 1999 gewann er durch t.K.o. gegen Peter Malinga (24-4) und im November 1999 nach Punkten gegen Daniel Santos (21-1). Beim Rückkampf im Mai 2000, verlor er jedoch durch K. o. in der fünften Runde seinen WM-Titel an Santos und beendete seine Karriere.